# Stor-Nottjärnen, Lappland
Stor-Nottjärnen är en sjö i Lycksele kommun i Lappland och ingår i Umeälvens huvudavrinningsområde. Sjön har en area på 0,205 kvadratkilometer och ligger 215 meter över havet. Sjön avvattnas av vattendraget Ekorrbäcken.

## Delavrinningsområde
Stor-Nottjärnen ingår i det delavrinningsområde (715846-165009) som SMHI kallar för Utloppet av Stor-Nottjärnen. Medelhöjden är 259 meter över havet och ytan är 27,66 kvadratkilometer. Det finns ett avrinningsområde uppströms, och räknas det in blir den ackumulerade arean 29,98 kvadratkilometer. Ekorrbäcken som avvattnar avrinningsområdet har biflödesordning 3, vilket innebär att vattnet flödar genom totalt 3 vattendrag innan det når havet efter 143 kilometer. Avrinningsområdet består mestadels av skog (93 procent). Avrinningsområdet har 1,18 kvadratkilometer vattenytor vilket ger det en sjöprocent på 4,3 procent.